# Urocitellus richardsonii
Urocitellus richardsonii (Ховрах Річардсона) — один з видів ховрахів, родина Вивіркові. До розділення родів Spermophilus та Urocitellus мав назву Spermophilus richardsonii.

## Поширення
Країни проживання: Канада (Альберта, Манітоба, Саскачеван), США (Айова, Міннесота, Монтана, Північна Дакота, Південна Дакота). Населяє луки, пагорби, поля і сільськогосподарські угіддя. Віддає перевагу гравієвим або піщаним ґрунтам для риття нір. Нори складаються з обширних мереж проходів і кількох камер.

## Морфометрія
Мають довжину від 35 до 46 (включаючи хвіст) і середню вагу від 400 до 600 г, самці трохи більші, ніж самиці. Хвіст від 6,5 до 8,5 см у самців і від 5,5 до 8,0 см у самиць. Під кінець сплячки, важить від 200 до 400 г, але якраз перед відкриттям нової сплячки, вага близька до 750 г.

## Поведінка
Живе в розріджених колоніях. Домашній діапазон, ймовірно, не більше, ніж 100 метрів в діаметрі. Може мати блохи, які передають бубонну чуму. Їсть широкий спектр трав'янистої рослинності навесні і на початку літа; насіння і плоди в кінці літа і восени. Також живляться комахами і падаллю і часто пошкоджує сільськогосподарські культури. Робить запаси насіння в норах. Період сплячки коливається, але зазвичай починається в кінці серпня — жовтня й триває до кінця березня або квітня.

## Відтворення
Злучаються один раз на рік. Молодь народжується в підземних гніздах. Гнізда мають сферичну форму і вкриті травами. Самиці зазвичай спаровуються через 3–5 днів після виходу зі сплячки, народжують 22–23 днями пізніше. Приплід розміром 3–11, зазвичай 6–8. Молодь вперше залишає нору за 28–30 днів, стає статевозрілою протягом одного року. Самиці живуть до шести років.